# United States Maritime Commission
Die United States Maritime Commission (MARCOM) war eine unabhängige ausführende Behörde der US-Bundesregierung. Sie übernahm im Zuge des am 29. Juni 1936 vom US-Kongress beschlossenen Merchant Marine Act (1936) die Aufgaben des seit dem Ersten Weltkrieg tätigen United States Shipping Board.

## Aufbau der Kommission

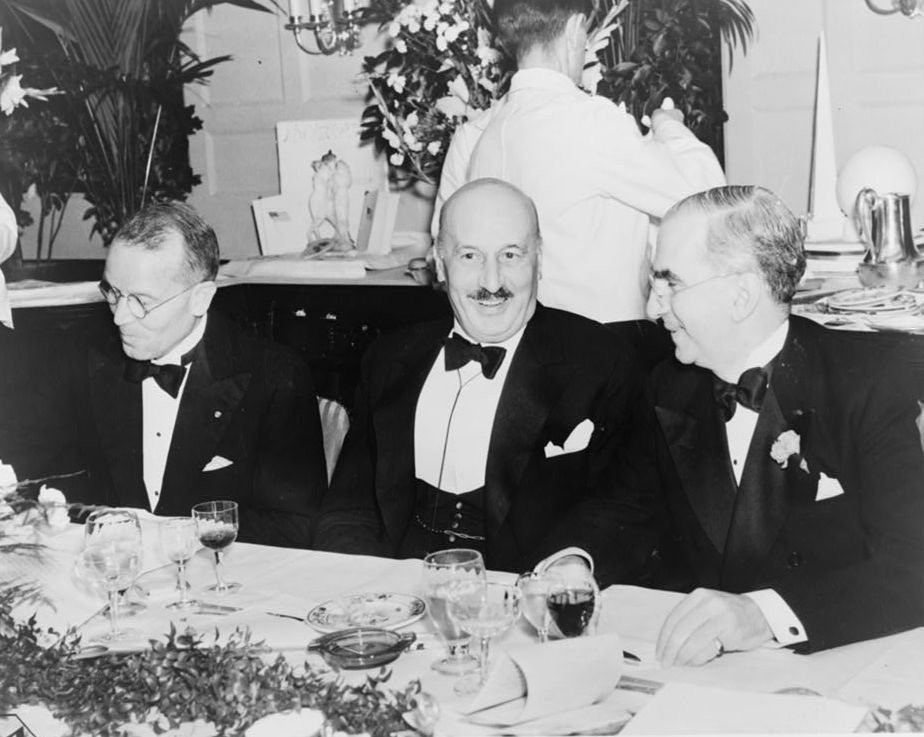
Emory S. Land (links) als Gastgeber eines Dinners der United States Maritime Commission an Bord der Brazil

Die zahlreichen Aufgaben der United States Maritime Commission ergaben sich aus der Merchant Marine Act’s Declaration of Policy. Hauptaufgabe der MARCOM war demzufolge die Durchführung eines auf zunächst auf zehn Jahre ausgelegten Bauprogramms für etwa 500 zeitgemäße Handelsschiffe, um die überwiegend zur Zeit des Ersten Weltkriegs entstandene Handelsschiffstonnage der US-Handelsflotte zu ersetzen. Die Schiffe sollten im Leasing-Verfahren an US-Reedereien verchartert werden, um ihnen den Betrieb konkurrenzfähiger Überseedienste zu ermöglichen. Begleitend dazu verwaltete die MARCOM ein mit dem Merchant Marine Act genehmigtes Beihilfenprogramm, das die höheren Kosten der Erstellung der Schiffe auf US-amerikanischen Werften und deren Betrieb unter amerikanischer Flagge ausgleichen sollte. Die Schiffe waren im Gegenzug für die Beihilfen auch für den Dienst als Hilfsschiffe der US-Marine im Fall eines bewaffneten Konflikts gedacht. Eine Aufgabe, die sich in den Jahren vor Beginn des Zweiten Weltkriegs als immer wahrscheinlicher herausstellte.
Bis zum Beginn des Zweiten Weltkriegs bestand die Kommission aus fünf Mitgliedern, welche sich aus pensionierten Marineoffizieren, Juristen und Geschäftsleuten zusammensetzte. Präsident Roosevelt ernannte Joseph P. Kennedy als deren ersten Vorsitzenden. Kennedy hielt diese Position inne, bis er im Februar 1938 als Botschafter der Vereinigten Staaten nach Großbritannien versetzt wurde. Seine Stelle nahm der pensionierte Konteradmiral Emory S. Land ein, welcher vorher die Neubau- und Reparaturabteilung der U.S. Navy leitete. Besonders prägend war der US-Navy-Commander Howard L. Vickery, der ebenso wie Land, eng mit dem Bau von Navy-Schiffen vertraut war. Vickery überwachte das Schiffbauprogramm der Maritime Commission einschließlich der Aufgaben des Schiffsentwurfs und -baus, der Entwicklung der Werften, sowie der Unternehmen der einzubauenden Schiffsmaschinerie. Vor dem Hintergrund des absehbaren Kriegsausbruchs trieb Vickery auch die Entstehung des Emergency Shipbuilding Program voran, das später von Wirtschaftspersönlichkeiten wie Henry J. Kaiser in die Tat umgesetzt wurde.

## Schiffbau
Das erste Schiff, dessen Bau im Zuge des Neubauprogramms des Merchant Marine Act begonnen wurde, war die von Eleanor Roosevelt getaufte America, der United States Lines. In den Jahren vor Kriegsausbruch entstanden allerdings nur verhältnismäßig wenige Frachtschiffe des ursprünglich auf fünfhundert Schiffe ausgelegten Long Range Shipbuilding Program. Aber schon im Herbst 1940 wurde die kriegsentscheidende Bedeutung des Schiffbaus für die Verteidigung Großbritanniens deutlich, was zur Bestellung von 60 Trampschiffen des Typs Ocean durch die British Merchant Shipbuilding Mission und schließlich daraufhin binnen kurzem zum Beginn des Emergency Shipbuilding Program führte. Die Gesamtaufgabe der U.S. Maritime Commission wurde unter dem Begriff "Ships for Victory" bekannt.

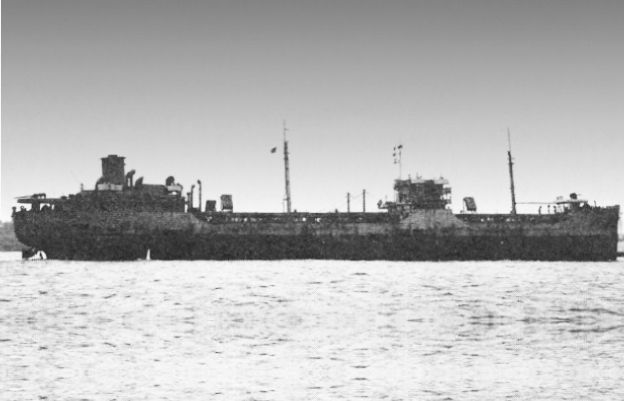
Ein T2-Tanker

Zwischen 1939 und dem Ende des Zweiten Weltkriegs, führte die Maritime Commission das größte Schiffbauprogramm aller Zeiten durch. Die Liste der gebauten Schiffstypen umfasste außer den bekannten Frachtschiffsbaureihen der Liberty-Frachter und Victory-Schiffe, auch die C1-Schiffe, C2-Schiffe, C3-Schiffe und T2-Tanker. Des Weiteren war die Kommission auch für den Bau hunderter Militärschiffe wie Landungsboote, Truppentransporter bis zur Fregatte verantwortlich. Das letzte große Schiffbauprojekt der U.S. Maritime Commission war die Leitung von Entwurf und Bau des Passagierschiffs United States, die binnen kurzem zum weltweit schnellsten Truppentransporter umgerüstet werden konnte. Insgesamt entstanden bis Kriegsende 5777 Seegehende Schiffe unter der Ägide der Maritime Commission.
Nach Kriegsende endeten sowohl das Emergency- als auch das Long Range Shipbuilding Program, da die produzierte Anzahl an Schiffen den Tonnagebedarf in Friedenszeiten bei weitem übertraf. Der 1946 verabschiedete Merchant Ship Sales Act regelte den Verkauf eines Teils der im Krieg entstandenen Schiffe an Reedereien in den USA und im Ausland. Obgleich die einfach konstruierten Kriegsbauten zum Teil für nur sehr kurze Einsatzzeiten ausgelegt waren, blieb ein Großteil der verkauften Schiffe bis weit in die 1960er Jahre im Einsatz. In der zweiten Hälfte der 1960er Jahre boten Werften weltweit ökonomischere Liberty Ersatzschiffstypen mit Dieselmotoren an. Bis in die frühen 1980er Jahre verschwanden somit auch die letzten Serienbauten der Maritime Commission-Ära.
Die nicht verkauften Schiffe der Maritime Commission bildeten das Rückgrat der National Defense Reserve Fleet (NDRF), die an mehreren Standorten der USA für einen Einsatz bereitgehalten werden. Die letzte größere Mobilisierung der NDRF fand im Zuge des Vietnamkriegs statt. Auch innerhalb der NDRF sind heute kaum noch Schiffe aus der Zeit der Maritime Commission vorhanden.

### Das Schiffstypensystem der U.S. Maritime Commission
Die MARCOM führte ein System zur Kennzeichnung der unter ihrer Aufsicht konstruierten und gebauten Baureihen und Einzelschiffe ein. Das System bestand aus einer in drei Blöcke gegliederten Buchstaben- und Zahlenkombination, die grundlegend Informationen über die Art und Größe des bezeichneten Schiffstyps bietet. Ein T2-SE-A1 beispielsweise ist ein Tankschiff mit einer Wasserlänge zwischen 400 und 450 Fuß, ein Dampfschiff mit turboelektrischem Antrieb und Einzelpropeller und der Originalentwurf seiner Baureihe.
Die erste Gruppe kennzeichnet die grundsätzliche Schiffsart und die Größe. Der Anfangsbuchstabe steht für die Schiffsart. Die angehängte Zahl kennzeichnet die Länge der Wasserlinie.
- "C" – Cargo (Frachtschiff)
- "T" – Tanker (Tanker)
- "P" – Passenger (Passagierschiff)

usw.
- 1 – weniger als 400 Fuß
- 2 – 400 bis 450 Fuß
- 3 – 450 bis 500 Fuß
- 4 – über 500 Fuß

Die zweite Gruppe kennzeichnet die Art der Maschinenanlage und die Anzahl der Propeller.
- "S" – single-screw steamship (Dampfschiff mit Einzelpropeller)
- "ST" – steamship, twin-screw (Dampfschiff mit Doppelschraube)
- "SE" – single screw steamship, electric propulsion (Dampfschiff mit turboelektrischem Antrieb und Einzelpropeller)

usw.
Die dritte Gruppe bezeichnet den einzelnen Schiffsentwurf. Die Einzeltypen sind alphabetisch geordnet von "A" nach "AZ", danach mit "B" weitergeführt und so fort. Eine angehängte Ziffer gibt über die besondere Ausführung Auskunft, wobei die "1" den Originalentwurf darstellt. Zusätzlich erhielten die beiden größten Bauprogramme des Zweiten Weltkriegs, der Liberty-Frachter und das Victory-Schiff jeweils ein der ersten Zifferngruppe vorangestelltes Präfix, "E" für Emergency (Liberty) und "V" für Victory.
Nach der Weiterführung der Aufgaben der MARCOM durch die United States Maritime Administration im Jahr 1950 wurde das System umgestellt. Danach folgte der jetzt etwas willkürlicheren vorangestellten Bezeichnung des Grundentwurfs (1, 2, 3 usw.) in der dritten Zifferngruppe ein angehängter kleiner Buchstabe zur Kennzeichnung der einzelnen Ausführung (Beispiel: C4-S-1a).

## Ausbildung

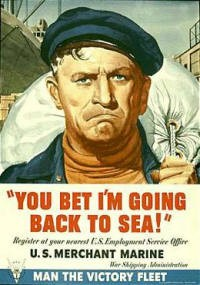
Werbeposter der War Shipping Administration

Um die Bereitstellung einer ausreichenden Anzahl an Schiffsoffizieren für die zu bauenden Schiffe gewährleisten zu können, gründete die MARCOM den United States Maritime Service, welcher die Ausbildung der Seeleute übernahm. Die Ausgabe von Seefahrtspatenten und anderen Arbeitspapieren blieb aber weiterhin beim Bureau of Marine Inspection and Navigation.
Im Frühjahr 1942 übertrug man die Verwaltung der Ausbildung und die Patentvergabe an die United States Coast Guard, gründete aber im Herbst 1942 die War Shipping Administration (WSA), deren Vorsitzender ebenfalls Land wurde. Die WSA übernahm den Maritime Service um den Betrieb der im Zuge des Emergency Program entstehenden Handelsflotte der U.S. Armed Services zu überwachen.
Am 24. Mai 1950 wurde die Maritime Commission aufgelöst und ihre Aufgaben zwischen der United States Federal Maritime Commission, die den Einsatz der Handelsschiffe übernahm und der United States Maritime Administration, welcher der Bau, die Beihilfeprogramme, die Unterhaltung der National Defence Reserve Fleet und der Betrieb der United States Merchant Marine Academy übertragen.

## Zeitleiste
- 1936: Im Merchant Marine Act wird die Schließung des U.S. Shipping Board und die Gründung der U.S. Maritime Commission beschlossen.
- 1937: Joseph P. Kennedy wird von Präsident Roosevelt als erster Leiter der Maritime Commission bestimmt.
- 1938: Die MARCOM genehmigt einen Neuaufbau der U.S. Handelsflotte.
- 1940: Die U.S. Maritime Commission und das britische Ministry of War Transportation beschließen den Bau von 60 Frachtschiffen des Ocean-Typs.
- 1941: Beginn des Emergency Shipbuilding Program.
- 1942: Gründung der War Shipping Administration.
- 1942: Die United States Coast Guard übernimmt das Bureau of Marine Inspection and Navigation.
- 1942: Eröffnung der United States Merchant Marine Academy in Kings Point, Long Island, New York
- 1942: Eröffnung der Maine Merchant Marine Academy, der späteren Maine Maritime Academy in Castine
- 1950: Die Aufgaben der U.S. Maritime Commission werden an das Department of Commerce und die United States Maritime Administration (MARAD) übergeben.